# Animation de groupe
L'animation de groupe est l'activité d'une ou plusieurs personnes appelées, selon les contextes, animateurs, co-animateurs, modérateurs etc.; visant à faciliter la production d'un groupe en vue de l'atteinte d'un objectif de travail, d'information ou de formation.

## Fonctions, objectifs et techniques de l'animation de groupe
Dans une animation de groupe, trois principales fonctions sont présentes :
- la production (surtout assurée par le groupe sauf, bien sûr, dans le cas de réunion d'information "descendante" avec public passif);

- la gestion ou facilitation (procédures et interventions visant à favoriser l'expression, les échanges et l'avancée du travail) : elle est surtout l'œuvre de l'animateur (ou des animateurs);

- la régulation (visant à élucider les blocages, conflits ou autres phénomènes de groupe qui peuvent empêcher le groupe de progresser) : elle est essentiellement de la responsabilité de l'animateur (ou des animateurs) et requiert une expertise spécifique en matière de dynamique de groupe.

Pour aider le groupe à progresser vers ses objectifs, l'animateur utilise des techniques d'intervention telles que : le résumé-synthèse, le questionnement, le renvoi, la reformulation, voire l'interprétation.

## Caractérisation d'un groupe
On peut retenir plusieurs aspects caractérisant un groupe:
- son objectif
- son mode de constitution
- sa taille
- sa durée
- sa dépendance de l'extérieur
- son mode de gestion des flux de sortants et de nouveaux entrants

La bonne animation d'un groupe passe par une connaissance partagée de ces caractéristiques par l'ensemble des membres. 